# Visionary Landscapes
Visionary Landscapes of Five Visionary Landscapes is een compositie van Alan Hovhaness. Het is geschreven voor solopiano en stamt uit 1965. De suite bevat een vijftal melodieën, die terug te voeren zijn naar de muziek in het Verre Oosten.
1. Allegro rubato; een stuk in de pentatonische toonladder;
2. Allegretto; een zeer meditatief stuk;
3. Evening Bell; waterrimpels met in de verte kerkklokken;
4. Allegro brillante; een stuk gewijd aan de techniek van de pianist, virtuoos en ingetogen;
5. Midnight Bell; techniek in de pentatonische toonladder met in de verte de kerkklokken van deel 3; de snaren worden direct met de vingers in trilling gebracht.

De techniek die in deel 5 wordt gebruikt kon op waardering rekenen van John Cage.

## Discografie
- Uitgave Hearts of Space: Sahan Arzruni - piano